# Scrubs – Die Anfänger/Staffel 9
Die neunte Staffel der US-amerikanischen Fernsehserie Scrubs – Die Anfänger feierte ihre Premiere am 1. Dezember 2009 auf dem Sender ABC. Die deutschsprachige Erstausstrahlung sendete der deutsche Free-TV-Sender ProSieben vom 1. Februar bis zum 15. März 2011 mit Ausnahme von Episode 1, welche erstmals auf ORFeins bereits am 29. Januar 2011 ausgestrahlt wurde.
Die achte Staffel von Scrubs – Die Anfänger war ursprünglich als letzte Staffel gedacht. Im Mai 2009 kündigte der Fernsehsender ABC eine Fortführung der Serie mit 13 Episoden an.

## Darsteller
| Figur                            | Darsteller           | Deutscher Sprecher       |
| -------------------------------- | -------------------- | ------------------------ |
| Dr. John Michael „J. D.“ Dorian  | Zach Braff           | Kim Hasper               |
| Dr. Christopher Duncan Turk      | Donald Faison        | Sebastian Schulz         |
| Dr. Percival Ulysses „Perry“ Cox | John C. McGinley     | Bernd Vollbrecht         |
| Dr. Denise Mahoney               | Eliza Coupe          | Eva Michaelis            |
| Lucy Bennett                     | Kerry Bishé          | Julia Meynen             |
| Drew Suffin                      | Michael Mosley       | Tim Knauer               |
| Cole Aaronson                    | Dave Franco          | Konrad Bösherz           |
| Nebendarsteller                  |                      |                          |
| Dr. Robert „Bob“ Kelso           | Ken Jenkins          | Friedrich Georg Beckhaus |
| Maya                             | Nicky Whelan         | Anna Luise Kiss          |
| Dr. Todd „The Todd“ Quinlan      | Robert Maschio       | Björn Schalla            |
| Captain Melvis Duncock           | Windell Middlebrooks | Marco Kröger             |
| Trang                            | Matthew Moy          | David Turba              |
| Lieutenant Frank Underhill       | Steven Cragg         | Rainer Doering           |
| Dr. Elliot Reid                  | Sarah Chalke         | Ranja Bonalana           |

## Episoden
| Nr. (ges.) | Nr. (St.) | Deutscher Titel            | Originaltitel           | Erstausstrahlung USA | Deutschsprachige Erstausstrahlung (D/A) | Regie            | Drehbuch                            |
| --- | --------- | -------------------------- | ----------------------- | -------------------- | --------------------------------------- | ---------------- | ----------------------------------- |
| 170 | 1         | Unsere erste Vorlesung     | Our First Day of School | 1. Dez. 2009         | 29. Jan. 2011 (ORF eins)                | Michael Spiller  | Bill Lawrence                       |
| Der erste Tag an der neuen Klinik für die neuen Studenten Lucy, Drew und Cole. Dr. Cox hält sie immer noch für Versager und Mörder. J. D. arbeitet nun als Gast-Dozent und versucht einen guten Draht zu ihnen aufzubauen. Zudem will er von Turk wissen, wo der Hausmeister ist. Turk erklärt ihm, dass er verschwunden ist, als er erfahren hat, dass J. D. wirklich nicht mehr hier arbeitet. Dr. Cox wählt Drew als seinen neuen Lieblingsstudenten aus, der bereits ein Verhältnis mit Denise hat. Lucy hat wegen Dr. Cox kein Selbstbewusstsein mehr und lässt sich deshalb mit Cole ein. |           |                            |                         |                      |                                         |                  |                                     |
| 171 | 2         | Unser Trinkerfreund        | Our Drunk Friend        | 1. Dez. 2009         | 1. Feb. 2011 (ProSieben)                | Michael McDonald | Josh Bycel & Jonathan Groff         |
| Lucy will ihrem Patienten helfen, der Alkoholiker ist, damit er einen Entzug machen kann. Dr. Cox erklärt ihr klar, dass das nichts bringt, früher oder später landen sie alle wieder hier. Sie lässt sich aber nicht davon abhalten und sammelt Geld für ihn. Aber Dr. Cox behält recht. J. D. und Turk merken, dass zwischen Drew und Denise mehr ist, als die beiden glauben wollen. Dr. Kelso hilft mit, damit die beiden Verliebten einander ihre wahren Gefühle zeigen. |           |                            |                         |                      |                                         |                  |                                     |
| 172 | 3         | Unsere Vorbilder           | Our Role Models         | 8. Dez. 2009         | 8. Feb. 2011 (ProSieben)                | Gail Mancuso     | Steven Cragg & Brian Bradley        |
| Dr. Cox ist enttäuscht von der Leistung seines Lieblingsschülers Drew und macht ihn fertig. J. D. muss ihn wieder aufrichten und ein ernstes Wort mit Dr. Cox sprechen, weil der seine Ansprüche zu hoch angesetzt hat. Lucy bittet Dr. Mahoney, dass sie sie begleiten darf, sie will das aber nicht, bis sie mit einer Patientin, die todkrank ist, und ihrem Sohn Probleme hat. Da muss Lucy ihr plötzlich erklären, wie man sich in einer solchen Situation verhält. |           |                            |                         |                      |                                         |                  |                                     |
| 173 | 4         | Unsere letzten Geschichten | Our Histories           | 15. Dez. 2009        | 8. Feb. 2011 (ProSieben)                | Ken Whittingham  | Corey Nickerson                     |
| J. D. und Turk wollen einen Männerabend verbringen, weil ihre Frauen weg sind. Dr. Cox erzählt ihnen aber, dass eine Motto-Party der Studenten stattfindet. Da sie sich gerne verkleiden, gehen sie dorthin um festzustellen, dass Dr. Cox sie lächerlich machen wollte. Ted hat seinen letzten Tag an der Klinik und ist enttäuscht von Dr. Kelso, der zum Abschied nur einen Händedruck übrig hat. Cole und seine Kollegen wollen auch zur Party, aber Dr. Mahoney trägt ihnen auf, dass sie bei vier Patienten, die im Sterben liegen, ein letztes Gespräch führen müssen. Alle außer Lucy sind schnell damit fertig. Sie braucht einen Rat von J. D. und Turk sowie die Unterstützung der anderen, um Zugang zum Patienten zu finden.                                                                           |           |                            |                         |                      |                                         |                  |                                     |
| 174 | 5         | Unsere Blutsauger          | Our Mysteries           | 22. Dez. 2009        | 15. Feb. 2011 (ProSieben)               | Michael Spiller  | Steven Cragg & Brian Bradley        |
| J. D. hat seinen letzten Tag am Sacred Heart. Nochmals muss er helfend eingreifen, weil Lucy nicht mit der gestellten Aufgabe klarkommt. Dr. Cox macht ihn aber darauf aufmerksam, dass es ihr nichts bringt, wenn er ihr immer hilft. So versetzt er sie beim entscheidenden Test. Lucy muss nun Dr. Cox Blut abnehmen. Irgendwie rutschen Drew und Denise immer mehr in eine richtige Beziehung, wollen es aber beide nicht wahrhaben. Sunny bringt sie dazu, dass sie mit ihr und ihrem Freund ausgehen. |           |                            |                         |                      |                                         |                  |                                     |
| 175 | 6         | Unsere Besten              | Our New Girl-Bro        | 1. Jan. 2010         | 15. Feb. 2011 (ProSieben)               | Michael McDonald | Kevin Etten                         |
| Turk ist traurig, weil J. D. nicht mehr da ist und er keinen Freund mehr hat, mit dem er rumalbern und Streiche spielen kann. Doch er findet in Denise unerwartet eine Gleichgesinnte. Lucy will zu viel auf einmal, deswegen bekommt sie Streit mit Elliot, weil sie findet, sie vernachlässige ihre Patienten. Elliot erklärt ihr, dass sie früher genauso war wie sie heute und sich nur dank der Schwangerschaft geändert hat. Cole bekommt plötzlich Panik, dass er die Schule nicht bestehen könnte, was ihm Probleme mit seinem Vater brächte. |           |                            |                         |                      |                                         |                  |                                     |
| 176 | 7         | Unsere weißen Kittel       | Our White Coats         | 5. Jan. 2010         | 22. Feb. 2011 (ProSieben)               | John Putch       | Andy Schwartz                       |
| Die feierliche Verteilung der Laborkittel steht an. Bevor es soweit ist, will Dr. Cox von jedem Studenten wissen, weshalb er Arzt werden will. Lucy tut sich schwer damit, weil sie nach der richtigen Antwort für Dr. Cox sucht. Dabei müsste sie nur sagen, weshalb sie es wirklich macht. Denise sabotiert dauernd ihre Beziehung zu Drew, Elliot gibt ihr Nachhilfe, wie sie sich richtig verhalten soll. Cole findet ein dunkles Geheimnis über Drew heraus, weshalb er die Rede an der Veranstaltung nicht halten will. |           |                            |                         |                      |                                         |                  |                                     |
| 177 | 8         | Unsere schrägen Paare      | Our Couples             | 5. Jan. 2010         | 22. Feb. 2011 (ProSieben)               | Chris Koch       | Prentice Penny                      |
| Lucy will nicht, dass man im Krankenhaus weiß, dass sie mit Cole herummacht. Eigentlich ist es für sie keine Beziehung, sondern nur Sex. Aber sie muss sich eingestehen, dass da doch mehr ist und steht dazu, dass Cole ihr Freund ist. Denise und Drew ärgern die Security-Männer, indem sie ihnen ihren Golfwagen klauen und haben einen Riesenspaß daran, wie verzweifelt die beiden deswegen sind. Dr. Cox und Turk behandeln einen alten Bekannten. Sie stellen fest, dass er Krebs hat und nicht mehr lange leben wird. Dr. Cox will ihm helfen und zwingt Turk ihn zu operieren, obwohl er dagegen ist. Dabei stirbt der Patient und Dr. Cox macht sich Vorwürfe. |           |                            |                         |                      |                                         |                  |                                     |
| 178 | 9         | Unser Babymoon             | Our Stuff Gets Real     | 12. Jan. 2010        | 8. Mär. 2011 (ProSieben)                | John Putch       | Leila Strachan                      |
| Lucy stellt fest, dass sie Mühe damit hat, Menschen aufzuschneiden, auch wenn sie bereits verstorben sind. Turk gibt ihr einen guten Tipp, wie sie damit umgehen muss. Jordan verlangt von Dr. Cox, dass er ein Testament macht, weil der Partner ihrer Schwester verstorben ist und ihr nichts hinterlassen hat. Eigentlich will er das nicht, aber als eine Patientin verstirbt, deren Mann auch im Krankenhaus ist, merkt er, dass es doch sinnvoll wäre. Elliot steckt in den letzten Vorbereitungen für die Geburt ihres Babys. Da bleibt keine Zeit für Zuneigung für J. D. übrig. Doch er organisiert ihr einen spontanen Abend in einer eigens gestalteten Wohlfühl-Zone im Krankenhaus. |           |                            |                         |                      |                                         |                  |                                     |
| 179 | 10        | Unser Spickzettel          | Our True Lies           | 19. Jan. 2010        | 8. Mär. 2011 (ProSieben)                | Michael Spiller  | Lon Zimmet & Dan Rubin              |
| Während einer Prüfung entdeckt Dr. Cox einen Spickzettel auf der Toilette. Da nur Lucy, Cole, Maya, Trang und Drew draußen waren, müssen sie bleiben, bis sich der Schummler gestellt hat. Jeder verdächtigt den anderen, aber Cole merkt am Verhalten von Lucy, dass sie es war. Um ihr zu helfen nimmt er die Schuld auf sich, aber sie widerspricht ihm und will sich Dr. Cox stellen. Aber sie lassen es nicht zu, weil sie alle Probleme haben und jeder eine zweite Chance verdient. Drew sagt zu Denise, dass er sie liebt, was sie total verwirrt. Als sie dann so weit ist, ihm es auch zu sagen, erfährt sie durch Zufall, dass er noch verheiratet ist. Zuerst ist sie wütend auf ihn, aber nach seiner Erklärung, wieso er noch verheiratet ist, kann sie ihm doch noch sagen, dass sie ihn auch liebt. |           |                            |                         |                      |                                         |                  |                                     |
| 180 | 11        | Unsere Höllenwoche         | Our Dear Leaders        | 26. Jan. 2010        | 15. Mär. 2011 (ProSieben)               | Peter Lauer      | Corey Nickerson & Kevin Etten       |
| Dr. Cox will Drew von der Lerngruppe fernhalten, um zu sehen ob sie trotzdem funktioniert. Lucy und Trang geraten deshalb aneinander über die Frage, wer der neue Leader ist. Drew macht das Spiel zunächst mit, merkt dann aber, dass sein Platz doch dort ist und die Gruppe jemanden braucht, der sie führt. Turk hat ein Problem damit, dass ein angesehener internationaler Chirurg und Sponsor des Krankenhauses ihm seinen Platz streitig macht. Zunächst ist er nicht bereit, mit ihm zusammenzuarbeiten, aber ein gut gemeinter Rat von Dr. Kelso bringt ihn dazu, seine Meinung zu ändern. |           |                            |                         |                      |                                         |                  |                                     |
| 181 | 12        | Unsere Fahrkünste          | Our Driving Issues      | 10. März 2010        | 15. Mär. 2011 (ProSieben)               | Eren Celeboglu   | Alessia Costantini & Prentice Penny |
| Dr. Kelso fühlt sich nicht gut, die Untersuchung zeigt, dass er nicht mehr selbst Auto fahren darf. Er macht Dr. Cox mitschuldig für die neue Situation. Bei einer Übung im Unterricht entdeckt man, dass Cole ein Melanom hat. Während der Behandlung will Lucy Cole unterstützen aber er weist sie zurück. In einem Gespräch finden Dr. Kelso und Cole heraus, dass man seine Freunde nicht so vor den Kopf stoßen darf weil man Angst hat und es nicht zugeben kann. Drew gerät zwischen die Fronten von Dr. Cox und Denise, die feststellen, dass sie viele Gemeinsamkeiten im Beruf haben. |           |                            |                         |                      |                                         |                  |                                     |
| 182 | 13        | Unser Dankeschön           | Our Thanks              | 17. März 2010        | 15. Mär. 2011 (ProSieben)               | Rick Blue        | Sean Russell                        |
| Nachdem Cole seine Erkrankung überstanden hat, ist er Turk dankbar dafür, dass er ihn operiert hat und sieht es nun als seine Berufung, auch Chirurg zu werden. Dr. Cox findet dies eine gute Idee, Turk eher weniger. Denise will ihre Beziehung mit Drew auf eine höhere Stufe bringen und schlägt deshalb ein Loch in die Trennwand ihrer Zimmer. Er ist aber mit der Situation überfordert, bis ihn Dr. Cox auf die richtige Spur bringt. Lucy will für die Dankeszeremonie für ihre Studienleiche Ben etwas Spezielles vortragen, aber ein Gespräch mit seinem Sohn zeigt ihr, dass er nicht der Mensch war für den sie ihn hielt. Denise hilft ihr damit, weil es nicht wichtig ist, was er zu Lebzeiten war, sondern die Dienste, die er ihnen als Leiche während der Ausbildung zukommen ließ.              |           |                            |                         |                      |                                         |                  |                                     |

## DVD-Veröffentlichung
In den Vereinigten Staaten wurde die DVD zur neunten Staffel am 28. September 2010 veröffentlicht. In Deutschland ist die DVD zur neunten Staffel seit dem 15. April 2011 erhältlich.